# Jean-Louis Cottigny

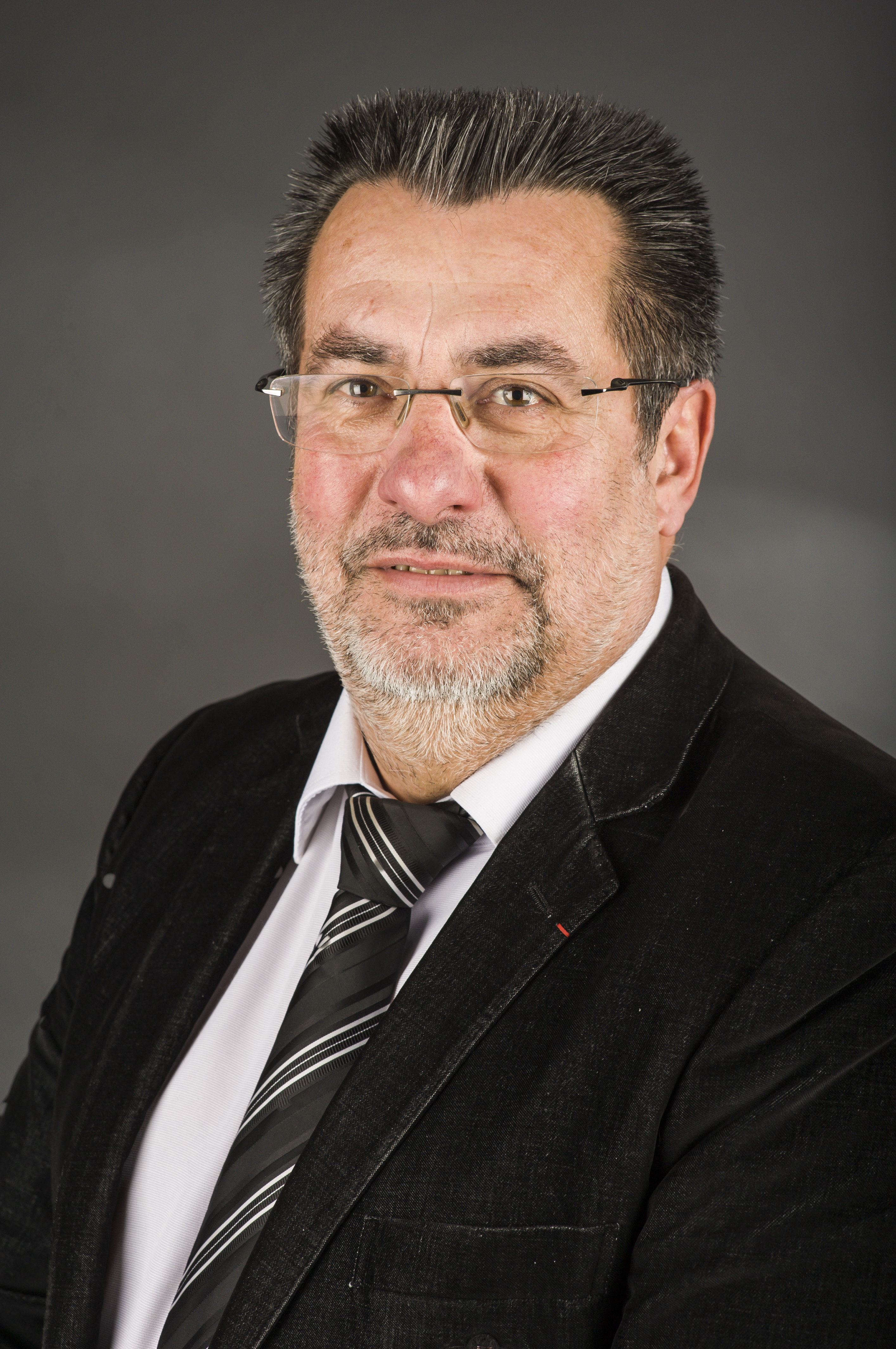
Jean-Louis Cottigny

Jean-Louis Cottigny (ur. 12 września 1950 w Hesdin) – francuski polityk, samorządowiec, poseł do Parlamentu Europejskiego (1997–1999, 2004–2009, 2012–2014).

## Życiorys
Pracował jako robotnik, później do 1989 w administracji regionalnej oraz w sądzie arbitrażowym w Arras. Zaangażował się w działalność Partii Socjalistycznej, od 1974 do 1990 był sekretarzem ds. przedsiębiorstw. W latach 1989–2004 pełnił funkcję mera Beaurains. W 1992 został radnym rady generalnej departamentu Pas-de-Calais, wybierany na kolenne kadencje (w tym w 2021).
W latach 1997–1999 i 2004–2009 sprawował mandat posła do Parlamentu Europejskiego. Zasiadał w grupie Partii Europejskich Socjalistów, przez rok pełnił funkcję wiceprzewodniczącego Komisji Zatrudnienia i Spraw Socjalnych. W 2009 nie uzyskał reelekcji. W Europarlamencie VII kadencji zasiadł jednak w 2012, kiedy to zastąpił w nim Estelle Grelier. Został członkiem Postępowego Sojuszu Socjalistów i Demokratów.